# Centrale termoelettrica "Giuseppe Volpi"
La centrale termoelettrica "Giuseppe Volpi" era un impianto con ciclo a vapore alimentato a carbone e olio combustibile sita nel comune di Venezia in località porto Marghera. La potenza installata del sito era di 140 MW elettrici divisi in due sezioni: gruppo 2 e gruppo 3.

## Storia
Per l'integrazione della produzione degli impianti idroelettrici Piave-Santa Croce (sistema in sequenza dalla centrale Fadalto, Nove a quella di Caneva e altre …), per gestire la rete durante le magre eccezionali si rendeva necessaria l'ulteriore produzione di energia di circa 30 milioni di kWh all’anno. Per questo motivo la SADE, su progetto dell’ingegner Mario Mainardis,  decise di costruire la centrale termica a Porto Marghera, intitolata al presidente Giuseppe Volpi. All’inizio furono costruiti «due gruppi da 16 MW, entrati in servizio nell’inverno 1928-1929, mentre il terzo da 25 MW entrerà in servizio tra il 1930-1931».
La costruzione iniziale prevedeva l'utilizzo di caldaie a letto fluido accoppiate a turbine Ganz da 15 MW (unità A e B) e 25 MW (unità C), il combustibile impiegato era carbone/lignite.
L'utilizzo della centrale in quel periodo era molto limitato, dato che la provenienza principale dell'energia elettrica al tempo era dovuta a centrali di tipo idroelettrico, se ne deduce che l'utilizzo era relegato a periodi di siccità e a eventuali picchi previsti del carico elettrico regionale. Essa sostituisce le piccolissime centrali termoelettriche di San Giobbe e dell'Arsenale situate nel centro storico di Venezia.

## Bombardamento e anni successivi alla seconda guerra mondiale
A seguito del bombardamento del sito durante la seconda guerra mondiale, l'impianto fu fermato. Dopo la guerra e anche grazie agli aiuti del piano Marshall, negli anni cinquanta cominciò la ricostruzione del sito e il suo ripotenziamento per adeguarlo alle richieste dell'epoca, furono pertanto dismesse e vendute le unità A, B, C e furono costruiti attorno agli anni 1960 i gruppi D (35 MW), Ed ed F (70 MW), rinominati 1, 2 e 3. Per il gruppo 1 fu impiegata una caldaia tipo CE, costruita su licenza dalla Franco Tosi accoppiata a una turbina sempre TOSI. Per il gruppo 2 furono impiegate due caldaie da 35MWe fornite dalla Combustion Engineering originali statunitensi che asservivano entrambe una turbina Westinghouse con alternatore Marelli. Il gruppo 3, gemello del gruppo 2, impiegò invece caldaie e turbina costruite su licenza da ditte italiane. I gruppi di produzione si componevano dunque come segue:

### Generatori di vapore
|                       | Sezione 1                                   | Sezione 2                                   | Sezione 3                                   |
| --------------------- | ------------------------------------------- | ------------------------------------------- | ------------------------------------------- |
| Anno costruzione      | 1951                                        | 1955                                        | 1955                                        |
| Fine esercizio        | 1975                                        | 2014                                        | 2014                                        |
| Tipologia             | A corpo cilindrico, a circolazione naturale | A corpo cilindrico, a circolazione naturale | A corpo cilindrico, a circolazione naturale |
| Bruciatori            | Tangenziali                                 | Tangenziali                                 | Tangenziali                                 |
| Combustibili:         | Carbone/olio combustibile                   | Carbone/olio combustibile                   | Carbone/olio combustibile                   |
| Produzione di vapore: | 145 t/h                                     | 145+145 t/h                                 | 145+145 t/h                                 |
| Pressione vapore:     | SH 38 bar                                   | SH 68 bar                                   | SH 68 bar                                   |
| temperatura vapore:   | SH 440 °C                                   | SH 485 °C                                   | SH 485 °C                                   |
| Potenza elettrica:    | 35 MW                                       | 70 MW                                       | 70 MW                                       |

## Chiusura
A seguito della diminuzione progressiva del prezzo pagato al MWh ed all'obsolescenza della centrale, l'impianto ha funzionato a regime ridotto negli ultimi anni di produzione, raggiungendo comunque il ragguardevole traguardo di oltre 300 000 ore di funzionamento (gruppi E-F). Nel 2013 l'Enel ha emesso un bando per la vendita del sito ed avviato le pratiche per la chiusura dell'impianto.
Dopo tre anni di inattività e di un blocco "di fatto" delle trattative di vendita, a Novembre 2015 la centrale da 140 Megawatt è stata il primo impianto ceduto da ENEL, parte di un piano di dismissione di 13 centrali in aree urbane per complessivi 13 GW di potenza installata. La centrale e l'area da 10÷11 ettari, comprensivi di banchina demaniale su uno dei principali canali navigabili della zona sono stati acquistati da tre realtà imprenditoriali operanti nel settore della logistica portuale, della carpenteria metallica e impiantistica.